# حصيرة مكافحة للموظ
حصيرة مضادة للموظ وهي حصيرة كهربائية مستخدمة للحفاظ على الموس بعيدا عن مناطق معينة. في تشرين الأول / أكتوبر 2005، من المطار المحلي في وسيلة ألاسكا تركيب الحصير حول مطار لمنع موس من السير على المدرج واصطدامها مع طائرة. الموظ البالغ يمكن أن يزن ما يصل إلى ألف رطل (أي حوالي 500 كيلو غرام)، ويمكن أن يسبب العديد من المشاكل في بعض المطارات. ولذلك، فإن الحصيرة المكافحة للموظ يمكن أن تكون مفيدة جدا.
و هي تعتبر من أحد المواد المستخدمة في امن المطارات.

## الروابط الخارجية
الخبر على avweb.com نسخة محفوظة 17 يناير 2013 at Archive.is